# 理查德·斯特恩斯
理查德·斯特恩斯 （英語：Richard Edwin Stearns，1936年7月5日—）是一名美国杰出的计算机科学家。他是紐約州立大學奧本尼分校计算机科学的一名教授。1993年，他与尤里斯·哈特马尼斯一起因在計算複雜性理論取得的杰出贡献而获得图灵奖。

## 参照
1. ↑  . 计算机协会.   [2013年12月25日]. （原始内容存档于2021-03-14）.